# Artabotrys porphyrifolius
Artabotrys porphyrifolius är en kirimojaväxtart som beskrevs av Nurainas. Artabotrys porphyrifolius ingår i släktet Artabotrys och familjen kirimojaväxter. Inga underarter finns listade i Catalogue of Life.